# 9.3x74mmR
9.3×74mmR (C.I.P.正名為9,3 x 74 R) 是一款由德國於1900年時研發的中口徑的步槍彈藥。 

## 設計

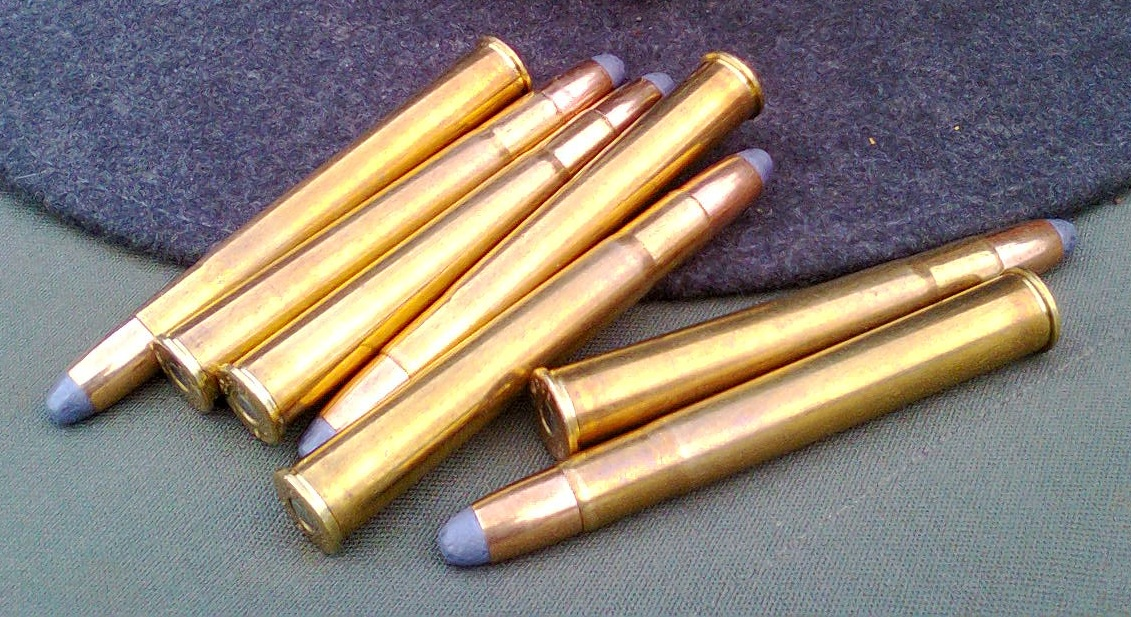
9.3×74mmR彈藥

9.3×74mmR是一款有凸緣，瓶頸形的彈藥。它的彈頭直徑是.366-英寸（9.3-），重量多數為286-格令（18.5-克）。根據霍納迪製造公司的數據，於此重量下其彈頭速度為2,362.20 ft/s（720.00 m/s），而其能量則達3,536 ft·lbf（4,794 J）。此型彈藥被用作狩獵中至大型的獵物。在歐洲，其常被用於狩獵野豬。在一些較受德國影響的非洲國家，例如納米比亞等，則是十分常見的狩獵用彈藥。 在在歐洲以外，儒格公司則繼續生產發射此型彈藥的步槍，例如是儒格1號步槍。
此型彈藥亦十分普遍被使用於雙槍管步槍上。